# Pawel Prokudin

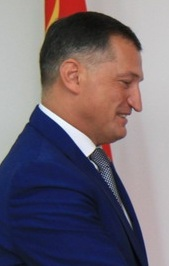
Pawel Prokudin 2017

Pawel Nikolajewitsch Prokudin (russisch Павел Николаевич Прокудин; rumänisch Pawel Nikolajewitsch Prokudin, ukrainisch Павло Миколайович Прокудін; * 17. August 1966 in Smolenski, Oblast Nowosibirsk, Sowjetunion) ist ein transnistrischer Politiker. Er war vom 23. Dezember 2015 bis 17. Dezember 2016 Premierminister des international nicht als Staat anerkannten Transnistrien.

## Biographie
Prokudin absolvierte 1988 die Hochschule für Meerestechnik in Odessa (heute Nationale Schifffahrtsakademie von Odessa) und arbeitete im Anschluss bis 1992 bei der Sowjetischen Donauschifffahrtsgesellschaft. In den Folgejahren war er in einer Reihe von kommerziellen Strukturen tätig, leitete Anfang der 2000er Jahre eine Souvenirfabrik.
Nach der Wahl von Wadim Nikolajewitsch Krasnoselski zum Präsidenten von Transnistrien verließ Prokudin seinen Posten als Premierminister. Am 17. Januar 2017 wurde er per Erlass zum Berater des neuen Präsidenten berufen.

## Politik
Er gehört keiner Partei an.